# Bakszejew Dor
Bakszejew Dor (ros. Бакшеев Дор) – wieś w Rosji, w rejonie kiczmiengsko-gorodieckim obwodu wołogodzkiego. W 2010 r. liczyła 29 mieszkańców.